# 国立印刷局
独立行政法人国立印刷局（こくりついんさつきょく、英語: National Printing Bureau）は、紙幣・切手・旅券・郵便貯金通帳・証券類・政府刊行物等の公的な印刷を主に行う日本の独立行政法人である。
東京都港区虎ノ門に本局を置き、全国に6つの工場（東京、王子、小田原、静岡、彦根、岡山）を運営している。行政執行法人（旧・特定独立行政法人）であるため、職員の身分は国家公務員である。
硬貨・勲章などは独立行政法人造幣局で製造される。

## 沿革

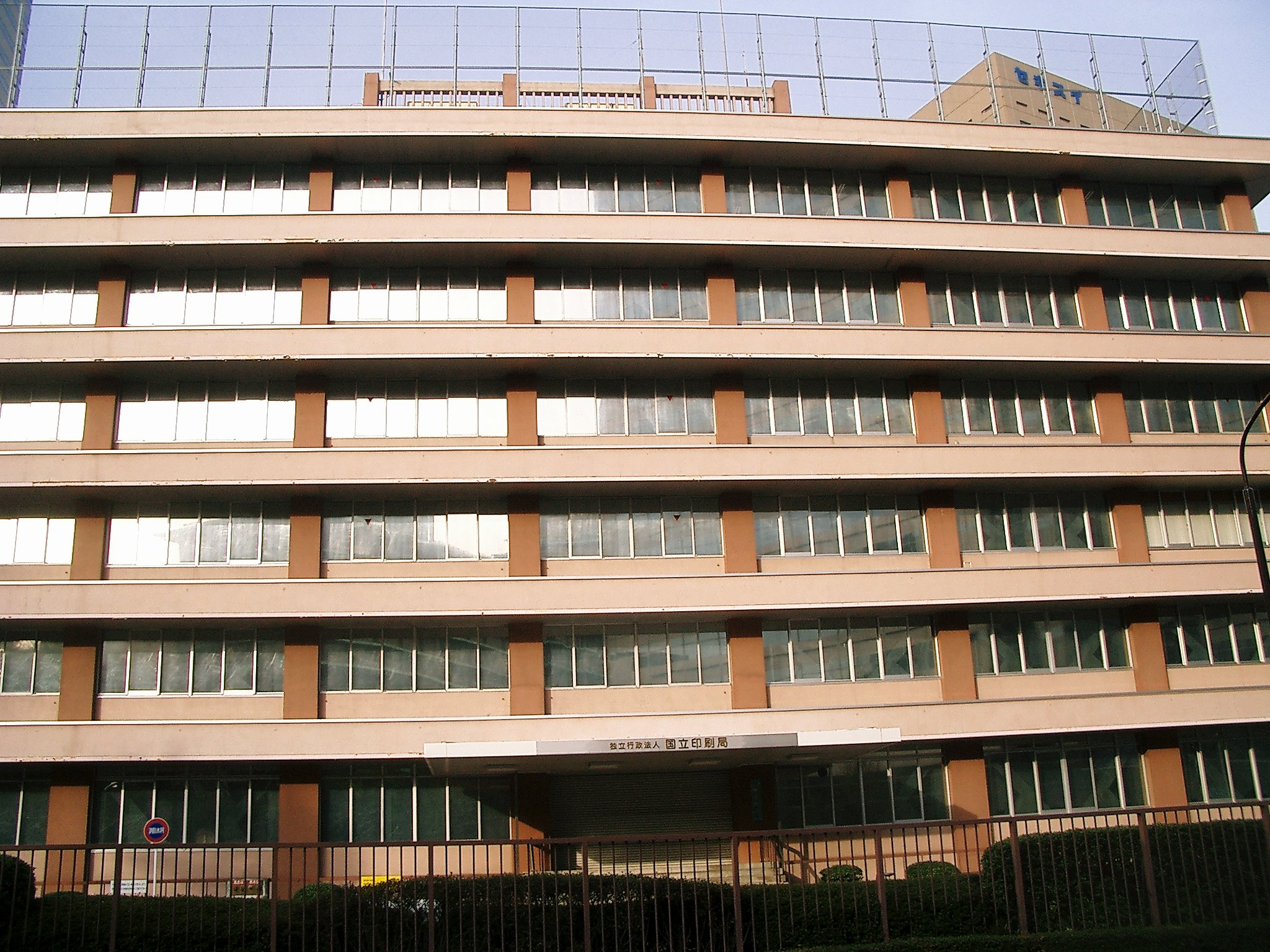
国立印刷局 旧・本局

- 1869年（明治元年/明治2年） - 長崎製鉄所の本木昌造によって「活版伝習所」が作られたのが起源で、その後本木は長崎製鉄所を離れ新街私塾に移るが、長崎製鉄所に残った組が工部省に引き継がれ「勧工寮」と称した。
- 1871年（明治4年） - 大蔵省「紙幣司」が創設。その後、「勧工寮」を合併し「紙幣寮」と改称。
- 1872年（明治5年） - 初代紙幣頭(現在の理事長に当たる)に渋沢栄一が就任。同年、太政官正院「印書局」が創設。
- 1875年（明治8年） - 太政官正院「印書局」が大蔵省「紙幣寮」に合併される。なお、当時政府の印刷工場が紙幣を印刷し、国立銀行に発行機能を持たせるとする構想から、紙幣寮から印刷局の初期にかけては銀行の監督業務も職掌としていた。
- 1877年（明治10年） - 大蔵省「紙幣局」に改称。
- 1878年（明治11年） - 大蔵省「印刷局」に改称（この時に銀行業務を分離）。初代局長に得能良介。
- 1898年（明治31年） - 内閣の「官報局」と統合され、内閣所管の「印刷局」となる。
- 1923年（大正12年） - 関東大震災で大手町の紙幣印刷工場や王子の抄紙部が被災。
- 1943年（昭和18年） - 再度大蔵省に所管が戻り大蔵省「印刷局」になる。
- 1945年（昭和20年） - 空襲によって大手町の本局庁舎と大手町工場が焼失。
- 1946年（昭和21年） - 市ヶ谷に本局と工場を移転（2010年（平成22年）まで国立印刷局市ヶ谷センターがあった[3]）。
- 1949年（昭和24年） - 大蔵省の外局である「印刷庁」となる（長は長官）。
- 1952年（昭和27年） - 大蔵省の付属機関である「印刷局」となる。
- 1962年（昭和37年） - 虎ノ門に本局・工場が完成。
- 1984年（昭和59年） - 国家行政組織法の改正により、位置づけが、大蔵省の特別の機関となる。
- 2001年（平成13年） - 中央省庁再編により財務省の特別の機関となる。
- 2003年（平成15年） - 独立行政法人「国立印刷局」へ改編。
- 2010年（平成22年）度 - 大手町敷地、市ヶ谷センター及び久我山運動場を国庫納付[4]。
- 2014年（平成26年）
  - 4月1日 - 虎の門工場と滝野川工場が再編され、東京工場と名称変更。
  - 11月4日 - UR都市機構の虎ノ門二丁目地区市街地再開発事業に伴い、旧・虎の門工場を閉鎖。本局を共同通信会館の7、8階に移転[5]、官報の製造は東京工場となる。
- 2025年（令和7年）
  - 2月25日  本局を共同通信会館から再開発事業後の業務棟である”虎ノ門アルセアタワー”に移転[6]。

## 業務内容
国立印刷局は、紙幣・切手・印紙・旅券・郵便貯金通帳・証券類・政府刊行物などの印刷を主な業務とし、印刷部門が担当している。その他に、製紙部門、出版部門、研究開発部門などがある。製紙部門では紙幣・切手・印紙・旅券などに使用する各種用紙の製造を行っており、出版部門では、官報・法令全書・白書などの政府刊行物の編集や製造を行っている。また、研究開発部門では、偽造防止技術などの研究開発を行っている。デザイン専門の工芸官は、主に紙幣のデザインにあたっている。
また、付属施設として国立印刷局東京病院の運営も行っていたが、2013年（平成25年）4月に社会医療法人社団正志会へ移譲された。

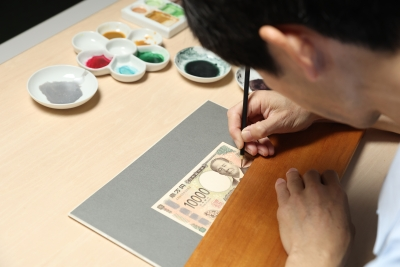
工芸官
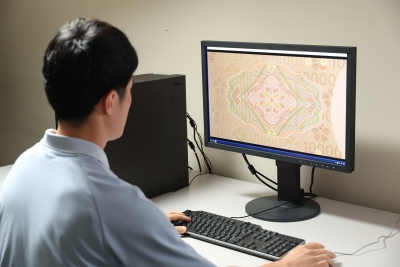
工芸官

## 歴代局長・理事長等
| 代                           | 氏名       | 在任期間                  | 前職                                                                       | 後職                                             |
| 紙幣頭                       | 紙幣頭     | 紙幣頭                    | 紙幣頭                                                                     | 紙幣頭                                           |
| ---------------------------- | ---------- | ------------------------- | -------------------------------------------------------------------------- | ------------------------------------------------ |
| 1                            | 渋沢栄一   | 1872.1.27 - 1872.7.7      |                                                                            |                                                  |
| 2                            | 芳川顕正   | 1872.7.7 - 1874.1.15      |                                                                            |                                                  |
| 3                            | 得能良介   | 1874.1.15 - 1877.1.11     |                                                                            |                                                  |
| 紙幣局長                     |            |                           |                                                                            |                                                  |
| 1                            | 得能良介   | 1877.1.11 - 1878.12.10    |                                                                            |                                                  |
| 印刷局長                     |            |                           |                                                                            |                                                  |
| 1                            | 得能良介   | 1878.12.10 - 1883.12.15   |                                                                            |                                                  |
| 2                            | 一川研三   | 1884.1.7 - 1886.4.15      |                                                                            |                                                  |
| 印刷局事務長                 |            |                           |                                                                            |                                                  |
|                              | 一川研三   | 1886.4.15 - 1887.12.21    |                                                                            |                                                  |
| 印刷局長                     |            |                           |                                                                            |                                                  |
| 1                            | 一川研三   | 1887.12.21 - 1888.8.3     |                                                                            |                                                  |
| 2                            | 得能通昌   | 1888.9.28 - 1898.10.22    |                                                                            |                                                  |
| 印刷局長（内閣の外局）       |            |                           |                                                                            |                                                  |
| 1                            | 得能通昌   | 1898.11.1 - 1907.3.16     |                                                                            |                                                  |
| 2                            | 山中政亮   | 1907.3.16 - 1907.12.1     | 内閣書記官、死去                                                           |                                                  |
| 取扱                         | 佐田清次   | 1907.12.2 - 1908.5.20     |                                                                            |                                                  |
| 3                            | 神野勝之助 | 1907.12.27 - 1914.6.27    | 大蔵書記官                                                                 |                                                  |
| 4                            | 佃一誠     | 1914.6.27 - 1917.7.10     | 大蔵省参事官                                                               | 依願免本官                                       |
| 5                            | 池田敬八   | 1917.7.10 - 1924.12.20    | 専売局参事                                                                 |                                                  |
| 内閣印刷局長                 |            |                           |                                                                            |                                                  |
| 1                            | 池田敬八   | 1924.12.20 - 1928.2.10    |                                                                            |                                                  |
| 取扱                         | 鳩山一郎   | 1928.2.10 - 1928.2.28     |                                                                            |                                                  |
| 2                            | 杉精三     | 1928.2.28 - 1936.4.24     |                                                                            |                                                  |
| 3                            | 土屋耕二   | 1936.4.24 - 1943.11.1     |                                                                            |                                                  |
| 大蔵省印刷局長               |            |                           |                                                                            |                                                  |
| 1                            | 土屋耕二   | 1943.11.1 - 1944.6.3      |                                                                            |                                                  |
| 2                            | 山田義見   | 1944.6.5 - 1945.4.13      |                                                                            |                                                  |
| 3                            | 深沢家治   | 1945.4.13 - 1946.2.2      |                                                                            |                                                  |
| 4                            | 湯地謹爾郎 | 1946.2.2 - 1947.8.27      |                                                                            | 東京財務局長                                     |
| 5                            | 原久一郎   | 1947.8.27 - 1949.5.31     |                                                                            | 退職                                             |
| 印刷庁長官（大蔵省）         |            |                           |                                                                            |                                                  |
| 1                            | 伊地知辰夫 | 1949.6.1 - 1951.12.1      | 大蔵省印刷局業務部長兼経理部長                                             | 退職                                             |
| 2                            | 吉田晴二   | 1951.12.1 - 1952.7.31     | 証券取引委員会事務局長                                                     | 大蔵省印刷局長                                   |
| 大蔵省印刷局長               |            |                           |                                                                            |                                                  |
| 1                            | 吉田晴二   | 1952.8.1 - 1954.2.16      | 印刷庁長官                                                                 | 退職                                             |
| 心得                         | 柏原益太郎 | （1954.2.16 - 1954.4.10） | 大蔵省印刷局業務部長として大蔵省印刷局長心得                               | 大蔵省印刷局業務部長として大蔵省印刷局長心得     |
| 2                            | 井上義海   | 1954.4.10 - 1956.4.3      | 関東財務局長                                                               | 退職                                             |
| 3                            | 大槻義公   | 1956.4.3 - 1957.6.15      | 国税庁次長                                                                 | 退職                                             |
| 4                            | 山中一朗   | 1957.6.15 - 1959.6.16     | 関東財務局長 → 1957.6.11大蔵省大臣官房勤務                                 | 退職                                             |
| 心得                         | 崎谷武男   | （1959.6.16 - 1959.6.19） | 大蔵省印刷局業務部長として大蔵省印刷局長心得                               | 大蔵省印刷局業務部長として大蔵省印刷局長心得     |
| 5                            | 龜岡康夫   | 1959.6.19 - 1960.4.15     | 法制局第一部長                                                             | 退職                                             |
| 心得                         | 崎谷武男   | （1960.4.15 - 1960.6.24） | 大蔵省印刷局業務部長として大蔵省印刷局長心得                               | 大蔵省印刷局業務部長として大蔵省印刷局長心得     |
| 6                            | 原三郎     | 1960.6.24 - 1961.5.29     |                                                                            | 退職                                             |
| 心得                         | 小島要太郎 | （1961.5.29 - 1961.6.16） | 大蔵省印刷局業務部長として大蔵省印刷局長心得                               | 大蔵省印刷局業務部長として大蔵省印刷局長心得     |
| 7                            | 飯田良一   | 1961.6.16 - 1963.5.20     | 内閣官房内閣審議室長 兼内閣総理大臣官房審議室長                            | 退職                                             |
| 8                            | 羽柴忠雄   | 1963.5.20 - 1964.7.3      | 経済企画庁調整局参事官                                                     | 退職                                             |
| 9                            | 遠藤胖     | 1964.7.3 - 1966.6.16      | 大蔵省大臣官房日本専売公社監理官                                           | 退職                                             |
| 10                           | 高田壽史   | 1966.6.16 - 1967.8.4      | 税務大学校長                                                               | 退職                                             |
| 11                           | 松本十郎   | 1967.8.4 - 1968.9.20      | 大蔵省銀行局検査部長                                                       | 退職                                             |
| 12                           | 瀬戸山孝一 | 1968.9.20 - 1969.6.7      | 大蔵省大臣官房審議官                                                       | 退職                                             |
| 心得                         | 岸本好男   | （1969.6.7 - 1969.8.15）  | 大蔵省印刷局総務部長として大蔵省印刷局長心得                               | 大蔵省印刷局総務部長として大蔵省印刷局長心得     |
| 13                           | 岸本好男   | 1969.8.15 - 1970.7.4      | 大蔵省印刷局総務部長                                                       | 退職                                             |
| 14                           | 青山保光   | 1970.7.4 - 1972.6.27      |                                                                            | 退職                                             |
| 心得                         | 前田文雄   | （1972.6.27 - 1972.7.3）  | 大蔵省印刷局総務部長として大蔵省印刷局長心得                               | 大蔵省印刷局総務部長として大蔵省印刷局長心得     |
| 15                           | 和田謙三   | 1972.7.3 - 1973.5.21      | 海外経済協力基金総務部長                                                   | 大蔵省大臣官房付                                 |
| 心得                         | 竹本浩     | （1973.5.21 - 1973.6.26） | 大蔵省印刷局総務部長として大蔵省印刷局長心得                               | 大蔵省印刷局総務部長として大蔵省印刷局長心得     |
| 16                           | 上月重雄   | 1973.6.26 - 1974.7.10     | 海外経済協力基金総務部長                                                   | 退職                                             |
| 17                           | 松本健幹   | 1974.7.10 - 1976.6.15     | 福岡国税局長                                                               | 退職                                             |
| 18                           | 熊谷文雄   | 1976.6.15 - 1977.6.10     | 国税庁直税部長                                                             | 退職                                             |
| 19                           | 片山充     | 1977.6.10 - 1978.5.25     | 東京税関長                                                                 | 退職                                             |
| 心得                         | 友近陽一郎 | （1978.5.25 - 1978.6.17） | 大蔵省印刷局総務部長として大蔵省印刷局長心得                               | 大蔵省印刷局総務部長として大蔵省印刷局長心得     |
| 20                           | 浅谷輝雄   | 1978.6.17 - 1979.7.10     | 大蔵省銀行局検査部長                                                       | 退職                                             |
| 21                           | 篠田信義   | 1979.7.10 - 1980.6.17     | 大阪国税局長                                                               | 退職                                             |
| 22                           | 垣水孝一   | 1980.6.17 - 1981.6.26     | 大蔵省理財局次長                                                           | 大蔵省関税局長                                   |
| 23                           | 石井直一   | 1981.6.26 - 1982.6.1      | 東北財務局長                                                               | 退職                                             |
| 24                           | 小山昭蔵   | 1982.6.1 - 1983.5.11      | 国税庁次長                                                                 | 退職                                             |
| 心得                         | 緒賀康宏   | （1983.5.11 - 1983.6.7）  | 大蔵省印刷局総務部長として大蔵省印刷局長心得                               | 大蔵省印刷局総務部長として大蔵省印刷局長心得     |
| 25                           | 長岡聰夫   | 1983.6.7 - 1984.5.30      | 大蔵省国際金融局次長                                                       | 退職                                             |
| 心得                         | 平北直己   | （1984.5.30 - 1984.7.9）  | 大蔵省印刷局総務部長として大蔵省印刷局長心得                               | 大蔵省印刷局総務部長として大蔵省印刷局長心得     |
| 26                           | 岡上泉     | 1984.7.9 - 1985.6.17      | 岩手県副知事                                                               | 退職                                             |
| 心得                         | 平北直己   | （1985.6.17 - 1985.6.25） | 大蔵省印刷局総務部長として大蔵省印刷局長心得                               | 大蔵省印刷局総務部長として大蔵省印刷局長心得     |
| 27                           | 野崎正剛   | 1985.6.25 - 1986.6.10     | 大蔵省国際金融局次長                                                       | 退職                                             |
| 28                           | 橋本貞夫   | 1986.6.10 - 1987.6.23     | 大蔵省国際金融局次長                                                       | 退職                                             |
| 29                           | 関要       | 1987.6.23 - 1988.6.15     | 大蔵省銀行局保険部長                                                       | 退職                                             |
| 30                           | 岩崎文哉   | 1988.6.15 - 1989.6.16     | 大蔵省国際金融局次長                                                       | 退職                                             |
| 心得                         | 細田浩司   | （1989.6.16 - 1989.6.23） | 大蔵省印刷局総務部長として大蔵省印刷局長心得                               | 大蔵省印刷局総務部長として大蔵省印刷局長心得     |
| 31                           | 源氏田重義 | 1989.6.23 - 1990.6.26     | 大蔵省大臣官房審議官                                                       | 退職                                             |
| 心得                         | 細田浩司   | （1990.6.26 - 1990.6.29） | 大蔵省印刷局総務部長として大蔵省印刷局長心得                               | 大蔵省印刷局総務部長として大蔵省印刷局長心得     |
| 32                           | 大津隆文   | 1990.6.29 - 1991.6.11     | 大蔵省銀行局保険部長                                                       | 退職                                             |
| 33                           | 金野俊美   | 1991.6.11 - 1992.6.26     | 大蔵省銀行局検査部長                                                       | 退職                                             |
| 34                           | 内田輝紀   | 1992.6.26 - 1993.6.10     | 関東財務局東京証券取引所監理官 兼大蔵省大臣官房審議官                      | 退職                                             |
| 心得                         | 皆合達夫   | （1993.6.10 - 1993.6.25） | 大蔵省印刷局総務部長として大蔵省印刷局長心得                               | 大蔵省印刷局総務部長として大蔵省印刷局長心得     |
| 35                           | 藤川鉄馬   | 1993.6.25 - 1994.7.1      | 欧州復興開発銀行理事 → 大蔵省大臣官房付                                    | 退職                                             |
| 36                           | 浅見敏彦   | 1994.7.1 - 1995.5.26      | 大蔵省大臣官房審議官                                                       | 退職                                             |
| 37                           | 山本孝之   | 1995.5.26 - 1996.7.12     | 大蔵省大臣官房金融検査部長                                                 | 退職                                             |
| 38                           | 久米重治   | 1996.7.12 - 1997.7.15     | 大蔵省大臣官房審議官                                                       | 退職                                             |
| 39                           | 水盛五実   | 1997.7.15 - 1998.7.1      | 国税庁長官官房国税審議官                                                   |                                                  |
| 40                           | 太田省三   | 1998.7.1 - 1999.7.8       | 大蔵省大臣官房審議官                                                       | 退職                                             |
| 41                           | 妹尾喜三郎 | 1999.7.8 - 2000.6.30      | 東京税関長                                                                 | 退職                                             |
| 42                           | 村井博美   | 2000.6.30 - 2001.1.5      | 大蔵省理財局次長                                                           | 財務省印刷局長                                   |
| 財務省印刷局長               |            |                           |                                                                            |                                                  |
| 42                           | 村井博美   | 2001.1.6 - 2001.7.10      | 大蔵省印刷局長                                                             | 退職                                             |
| 43                           | 窪野鎮治   | 2001.7.10 - 2002.7.9      | 財務省大臣官房参事官兼政策評価官                                           | 財務省大臣官房付 → 2002.7.16国土交通省政策統括官 |
| 44                           | 森田好則   | 2002.7.9 - 2003.3.31      | 東京国税局長                                                               | 退職                                             |
| 独立行政法人国立印刷局理事長 |            |                           |                                                                            |                                                  |
| 1                            | 冨沢宏     | 2003.4.1 - 2007.3.31      | 元・国税庁次長（1992.6.26退職） 株式会社ジェイティソフトサービス代表取締役 | 退職                                             |
| 2                            | 仁尾徹     | 2007.4.1 - 2009.3.31      | 国立印刷局理事（財務省出向）                                               | 退職                                             |
| 3                            | 南木通     | 2009.4.1 - 2011.7.27      | 国立印刷局理事（財務省出向）                                               | 退職                                             |
| 心得                         | 山崎穣一   | （2011.7.27 - 2012.7.17） | 国立印刷局理事として国立印刷局理事長心得                                   | 国立印刷局理事として国立印刷局理事長心得         |
| 心得                         | 氏兼裕之   | （2012.7.17 - 2013.7.31） | 国立印刷局理事として国立印刷局理事長心得                                   | 国立印刷局理事として国立印刷局理事長心得         |
| 4                            | 氏兼裕之   | 2013.8.1 - 2017.3.31      | 国立印刷局理事                                                             | 退職                                             |
| 5                            | 松村武人   | 2017.4.1 - 2020.3.31      | 関東財務局金融安定監理官                                                   | 東京税関長                                       |
| 6                            | 岸本浩     | 2020.4.1 - 2022.7.31      | 東京税関長                                                                 | 大臣官房付                                       |
| 7                            | 大津俊哉   | 2022.8.1 -                | 理財局次長                                                                 | (現職)                                           |

## 工場見学

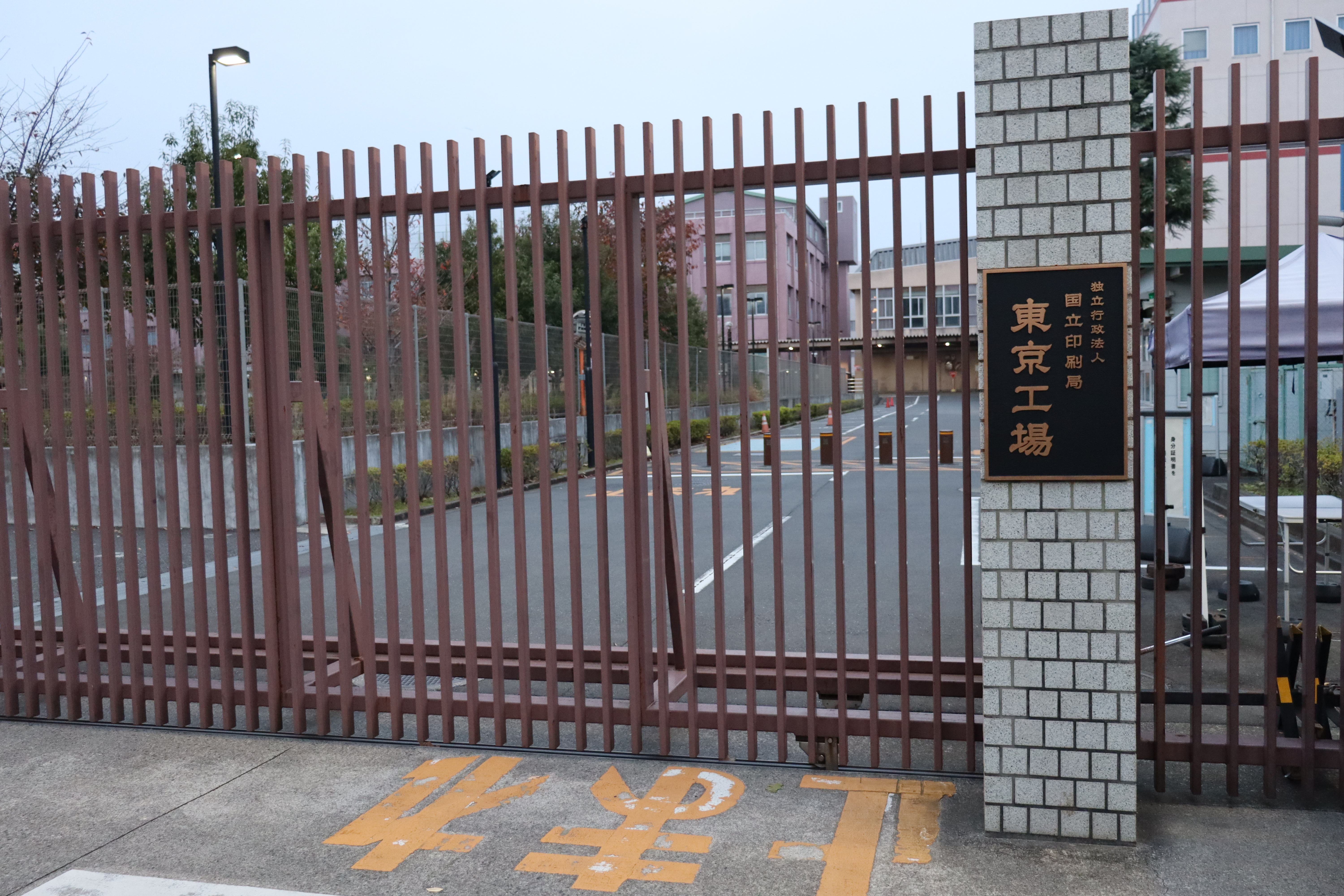
国立印刷局東京工場

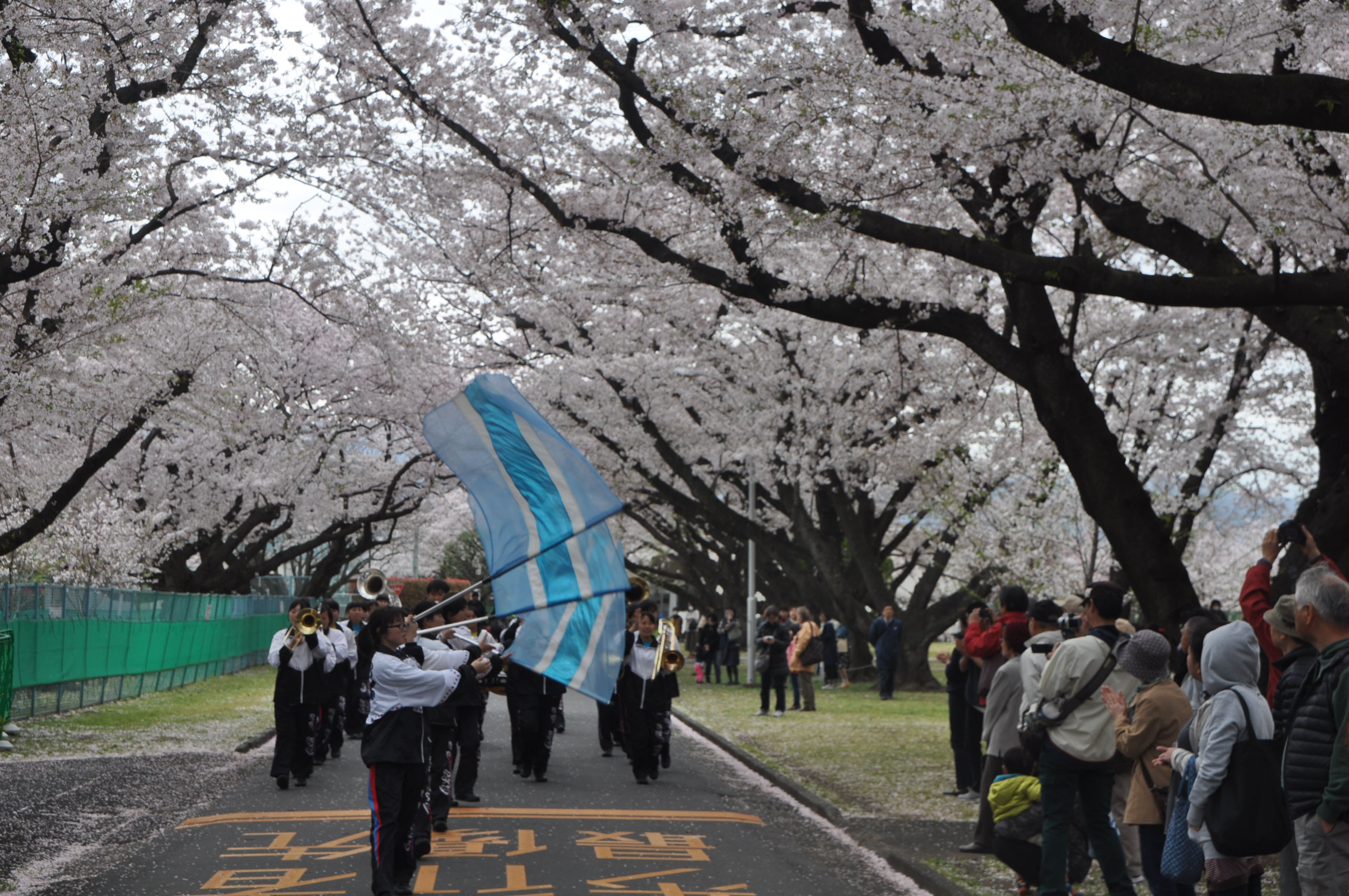
国立印刷局小田原工場の観桜会で（2015年（平成27年））

東京工場（北区）、小田原工場、静岡工場（静岡市）、彦根工場の見学があらかじめの申し込み後できるようになっている。

### 桜並木一般公開
1941年（昭和16年）に設立された神奈川県小田原工場にはソメイヨシノをはじめとする桜が500本植えられていて、4月初旬の土日に一般公開の「観桜会」が催される。